# Władysław Kabat
Władysław Kabat ps. „Brzechwa” (ur. 8 lipca 1906 w Miechowicach Małych, zm. 29 września 1980) – działacz ruchu ludowego, żołnierz Batalionów Chłopskich i Armii Krajowej, pułkownik Wojska Polskiego.

## Życiorys
Urodził się 8 lipca 1906 w rodzinie chłopskiej, jako jeden z pięciorga dzieci Jana i Teresy Kabatów. Brat Mieczysława Kabata. Ukończył Szkołę Podchorążych Piechoty w Ostrowi Mazowieckiej. 15 sierpnia 1931 Prezydent RP, Ignacy Mościcki mianował go podporucznikiem ze starszeństwem z dniem 15 sierpnia 1931 roku i 189. lokatą w korpusie oficerów piechoty, a Minister Spraw Wojskowych, Józef Piłsudski przydzielił do 17 pułku piechoty w Rzeszowie, na stanowisko dowódcy plutonu. Następnie był dowódcą kompanii i adiutantem w pułku KOP „Wilno”. 22 lutego 1934 został mianowany porucznikiem ze starszeństwem z dniem 1 stycznia 1934 roku i 246. lokatą w korpusie oficerów piechoty. Na stopień kapitana został mianowany ze starszeństwem z 19 marca 1939 i 211. lokatą w korpusie oficerów piechoty. W tym czasie pełnił służbę w Batalionie KOP „Nowe Święciany” na stanowisku dowódcy 1 kompanii granicznej „Dukszty”.
Walczył w kampanii wrześniowej w składzie 33 Dywizji Piechoty. Po 5 dniach niewoli niemieckiej zbiegł w dniu 2 października 1939 w Ostrowcu Świętokrzyskim. W październiku 1939 rozpoczął pracę konspiracyjną w ramach Stronnictwa Ludowego, a następnie ZWZ, AK i BCH na terenie powiatów Dąbrowa Tarnowska i Tarnów. W okresie od 1940 do kwietnia 1943 był komendantem Obwodu AK Dąbrowa Tarnowska kryp. „Drewniaki”, w Inspektoracie AK Tarnów, a następnie został przeniesiony do dyspozycji Komendy Okręgu AK Kraków i wyznaczony na stanowisko inspektora z zadaniem prowadzenia akcji scaleniowej Batalionów Chłopskich z Armią Krajową. W czerwcu 1944 r. został wyznaczony przez dowództwo Armii Krajowej na dowódcę osłony Akcji Most III, lądowiska „Motyl” i jego okolic.
Po wyzwoleniu wstąpił do Ludowego Wojska Polskiego, gdzie od czerwca 1945 do kwietnia 1946 pełnił obowiązki szefa sztabu 37 pułku piechoty. Po zdemobilizowaniu osiedlił się w Sobótce k. Wrocławia. Aresztowany i więziony przez Ministerstwo Bezpieczeństwa Publicznego z powodów politycznych. Zmarł 29 września 1980 i został pochowany na cmentarzu w Sobótce.

## Upamiętnienie
28 maja 1997 Rada Miasta i Gminy Sobótka podjęła uchwałę o zmianie dotychczasowej nazwy ulicy Marcelego Nowotki na Władysława Kabata.
W dniu 31 sierpnia 2008 r. na cmentarzu parafialnym w Wietrzychowicach został odsłonięty obelisk, który upamiętnia jego osobę jako syna wietrzychowskiej ziemi. 
26 czerwca 2016 imię płk. Władysława Kabata nadano mostowi w Jadownikach Mokrych.

## Ordery i odznaczenia
- Srebrny Krzyż Virtuti Militari (1944 za udział w przygotowaniu i przeprowadzeniu Operacji III Most)
- Krzyż Walecznych (1941)
- Srebrny Krzyż Zasługi[5]
- Krzyż Armii Krajowej (1970)

Rada Miejska w Sobótce nadała mu tytuł honorowego obywatela.